# Signalmalar
Signalmalar (Heliodinidae) är en familj av fjärilar som beskrevs av Hermann von Heinemann 1877. Enligt Catalogue of Life ingår signalmalar i överfamiljen Yponomeutoidea, ordningen fjärilar, klassen egentliga insekter, fylumet leddjur och riket djur, men enligt Dyntaxa är tillhörigheten istället ordningen fjärilar, klassen egentliga insekter, fylumet leddjur och riket djur. Enligt Catalogue of Life omfattar familjen Heliodinidae 371 arter. 

## Dottertaxa till signalmalar, i alfabetisk ordning[1][2]
- Acanthocasis
- Actinoscelis
- Adamantoscelis
- Aenicteria
- Agalmoscelis
- Amphiclada
- Anypoptus
- Arauzona
- Athlostola
- Atrijuglans
- Beijinga
- Bonia
- Camineutis
- Capanica
- Chrysoxestis
- Coleopholas
- Copocentra
- Coracistis
- Craterobathra
- Crembalastis
- Cyanarmostis
- Cycloplasis
- Diascepsis
- Echinophrictis
- Ecrectica
- Encratora
- Epicroesa
- Erineda
- Ethirastis
- Eucalyptra
- Gnamptonoma
- Gymnogelastis
- Gymnomacha
- Haemangela
- Heliodines
- Hemicalyptris
- Hethmoscelis
- Hierophanes
- Lamachaera
- Lamprolophus
- Lamproteucha
- Leuroscelis
- Lissocarena
- Lissocnemitis
- Lithariapteryx
- Lithotactis
- Machaerocrates
- Magorrhabda
- Molybdurga
- Percnarcha
- Philocoristis
- Placoptila
- Protanystis
- Pseudastasia
- Pteropygme
- Scelorthus
- Sisyrotarsa
- Sobareutis
- Stathmopoda
- Thrasydoxa
- Thriambeutis
- Trichothyrsa
- Trychnopepla
- Wygodzinskyiana
- Xestocasis
- Zapyrastra